# Mohammad Mohammadi
Mohammad Mohammadi (persiska: محمد محمدی), född 20 september 1977 i Teheran, är en iransk före detta fotbollsmålvakt. Han gjorde en landskamp för Iranska fotbollslaget. På klubblagsnivå har han spelat i bland annat Persepolis FC och Esteghlal.